# Conde Alarcos
La leyenda hispánica del conde Alarcos tiene un origen oscuro. Nace de una serie de romances caballerescos anónimos que a su vez inspiraron no pocas creaciones literarias de siglos posteriores, en especial dramáticas, no ya en español sino en otras lenguas (alemán, inglés, portugués, catalán) hasta el siglo XX.

## Argumento
El conde Alarcos es un reputado y valeroso noble caballero del reino. Muchos lo consideran el más digno de casarse con la Infanta; pero cuando siendo apenas un muchacho le prometió su mano, ella no le contestó, y Alarcos, creyéndose rechazado, procuró olvidarla. Así que se casó con una hermosa y digna Condesa con la que tuvo hijos.
Pero la Infanta no lo olvidó: si no contestó a su ofrecimiento fue por su excesiva turbación, la que le provocaba su ardiente amor; por eso se consume en en el dolor de un deseo insatisfecho; de ahí evoluciona a los celos y a juzgar el matrimonio del Conde una ofensa a su honor; así lo manifiesta a su padre, el Rey. Este ordena a Alarcos que mate a su propia inocente esposa para reparar la ofensa. Debe matarla para cumplir la palabra dada a la Infanta. El Conde debe obedecer como vasallo una orden superior, aunque le duela, y tras dejarle despedirse de sus hijos, asesina a su esposa; sin embargo, su crimen aparece oculto porque él hace parecer que ha muerto de una enfermedad.
Con distintas variantes, este es el argumento de la leyenda. Es un puro «drama de honor», en el que el rey considera «honor» lo que es sólo un rencor injustificado; Alarcos cree que su deber primero es la obediencia, que fundamenta el honor de un vasallo fiel. En testimonios posteriores, el personaje pierde su grandeza: en algún romance Alarcos mata para no ser asesinado, o su falta se convierte en un «delito cometido por vileza» e inútil, que la llegada de un paje con la noticia de la muerte de la Infanta no consigue impedir. En otras ocasiones, aparece como un miserable muñeco víctima de los instintos, exagerados por la pasión demoníaca que urde la nodriza de la princesa, una criatura infernal e infrahumana, y se trata de un vulgar «crimen pasional»: un marido que quita de en medio a la esposa para arreglar las cosas con su amante.

## Personaje
El nombre del personaje puede aparecer y de hecho apareció en distintas formas, aunque la leyenda es la misma: Alado, Alarcos, Alario, Albelto, Alberto, Alves, Elarde, Floris, Jano, Juan de Lorca, conde de Lombardía, conde de Mayorgiau, Mariano, Yanno, etc. Acaso la versión más popular es la del largo romance "Retraída está la infanta...", que delinea unos sólidos caracteres:
Retraída está la infanta / bien así como solía / viviendo muy descontenta / de la vida que tenía, / viendo que ya se pasaba / toda la flor de su vida / y que el rey no la casaba / ni tal cuidado tenía...
La versión poética del romance, y las distintas resoluciones que ofrece del drama, se contemplan en este argumento: la infanta está apenada porque no encuentra un marido de su misma posición social. Su padre le recrimina que no se haya casado antes y le indica que el único pretendiente que la iguala es el conde Alarcos, que está casado y tiene hijos. La infanta le propone que lo invite a cenar y que lo obligue a matar a su mujer para que pueda casarse después con ella. El rey accede. Durante la cena, este le asegura al conde que si no asesina a su esposa perderá la vida. El conde llega a su casa y durante la comida se muestra apenado. La esposa se interesa por la causa de su pesar y él le confiesa la verdad. La mujer intenta convencerlo para que no la mate y le propone que la mande a casa de sus padres. Sin embargo, él se muestra inflexible. Entonces ella intenta dilatar la hora de su muerte: le pide que la deje rezar una oración, que le permita dar de mamar a su hijo o hablar con sus criados. En algunas versiones, le indica al marido cómo debe ser asesinada: ahogada con pañuelos, mediante una sangría, etc. Una vez efectuado el crimen, el conde recibe una carta en la que se le informa de la repentina muerte de la infanta. Otros desenlaces posibles son: 1) el alma de la condesa va al cielo y la de la infanta a los infiernos; 2) una vez asesinada la condesa, la infanta muere repentinamente por mandato divino; 3) el conde, el rey y la infanta mueren por castigo celestial.
Especialmente dramática es la escena de la despedida de la inocente condesa de sus hijos.

## Historia
El primer romance aparece en un pliego suelto de 1515; es una versión larga y artísticamente muy elaborada, que Ramón Menéndez Pidal considera anterior a 1454. 
Pronto le pusieron música, y llegó a ser tan popular, sobre todo hasta mediados del siglo XVI, que incluso se parodió no ya en la literatura culta, sino incluso en la popular: Gonzalo Correas recogió, por ejemplo, una seguidilla burlesca:
Retraída está la infanta / detrás de la manta / bien así como solía / sin basquiña.
Su irregularidad métrica autentifica su genuino origen popular. La Farsa llamada Alarquina, de 1550, es en una comedia caballeresca que no permitió un final trágico. Pero después se tomó como un buen argumento para un drama de honor en el teatro español del Siglo de Oro. Lope de Vega tituló su obra La fuerza lastimosa, y situó la acción en Irlanda, dando a su conde otro apellido. Antonio Mira de Amescua sitúa el argumento en la corte francesa. Y el autor cubano del romanticismo José Jacinto Milanés escogió el siglo XII para su versión de la obra. En Europa el romanticismo alemán revitalizó la leyenda a través de un par de piezas dramáticas; una de ellas fue el único intento teatral de Friedrich Schlegel; incluso el inglés Benjamín Disraeli escribió una tragedia. Tras la pieza del novecentista Jacinto Grau (1917), ningún autor volvió a tratar esta leyenda.

## Obras escritas sobre la leyenda del conde Alarcos
- Romance del conde Alarcos y de la Infanta Solisa: "Retraída está la infanta...". Pliego suelto de 1515.
- Romance En la ciudad de Toledo
- Romance Conde Yanno, en portugués, recogido por João Baptista de Almeida Garrett (1799-1854)
- Romance Chorava a Infanta Solisa (en gallego-portugués)
- Romance La infantina está muy mala
- Romance Aquí está la hija del rey
- Romance de La cruel infanta (en catalán)
- Farsa llamada Alarquina (1550) anónima.
- Romance del conde Alarcos y de la infanta Solisa, de Pedro de Riaño (siglo XVII); es en realidad "Retraída está la infanta"
- La fuerza lastimosa (1598-1605) de Lope de Vega (1562-1635), imitada por Georg Philipp Harsdörffer (1607-1658)
- El valor perseguido y traición vengada de Juan Pérez de Montalbán (1602-1638)
- El conde Alarcos (Valencia: Felipe Mey, en 1618) de Guillén de Castro (1569-1631)
- El conde Alarcos de Antonio Mira de Amescua (1574-1644)
- Anónimo, Entremés del conde Alarcos, 1675.
- Relacion del Conde Alarcos, y de la Infanta: trata de como mato a su muger para casarse con la Infanta... de Pedro Rodríguez, Granada: imprenta de Nicolás Prieto, siglo XVIII.
- Graf Mariano oder der schuldlose Verbrecher (1798), en cinco actos, de Friedrich Eberhard Rambach.
- Alarkos: Ein Trauerspiel in Zwei Aufzügen (1802) de Friedrich Schlegel (1772-1829)
- El conde Alarcos (1838) de José Jacinto Milanés (1814-1863)
- The tragedy of Count Alarcos (1838), de Benjamin Disraeli
- El conde Alarcos (1863) leyenda en prosa de José Muñoz Maldonado.
- El conde Alarcos. Tragedia romancesca en tres actos (compuesta en 1907, publicada en Madrid: Minerva, 1917) de Jacinto Grau (1877-1958)
- El conde Alarcos, pieza de teatro infantil de Carmen Conde.